# Шарльбуа, Робер
Робе́р Шарльбуа́ (фр. Robert Charlebois, род. 25 июня 1944, Монреаль) — канадский (квебекский) певец и актёр.

## Биография
Родился 25 июня 1944 года в семье Мориса Шарльбуа и Жермен Гё.
Свою карьеру певца Робер параллельно с учёбой в Национальной театральной школой, в которой обучался с 1962 по 1965 год, начал в 1960-х годах. Впервые на сцене он выступил в сентябре 1962 года, когда проходила 1-я часть спектакля Феликс Леклера, с которым он неоднократно пел на фестивалях под аккомпанемент Жан-Ги Моро на фортепиано. Свой первый музыкальный альбом Шарльбуа записал в 1965 году.
Его четвёртый альбом «Robert Charlebois avec Louise Forestier», частично записанный в дуэте с Луизой Форестье, вышел в 1968 году. Альбом также известен под названием «Lindberg». Успех песни «Lindberg», спетой в дуэте с Луизой Форестье, привёл к тому, что в следующем году Шарльбуа удостоился выступить на сцене Парижского концертного зала «Олимпия». Робер Шарльбуа предлагает вместе с Свободным джазовым ансамблем Квебека соединять народную поэзию Квебека с рок-музыкой.
Однажды Шарльбуа так сильно ударил по барабану, что его части упали в первые ряды к зрителям. В декабрьском интервью 2012 года актёр пояснил, что был возмущён тем, что сразу после окончания его выступления занавес резко опустился и, в ярости от этого, он бросил часть барабана в зал. Возмущённый таким поведением и восприимчивый к общественному недовольству Бруно Кокатрикс, владелец «Олимпии», отменил выступления труппы Квебека. Это был первый богатый событиями эпизод жизни Шарльбуа во Франции для установления своей репутации в Квебеке. В последующие годы успех имели такие работы, как: Dolorès, Tout écartillé, Québec Love, Te v'là, Les ailes d'un ange, Miss Pepsi, Mon pays ce n'est pas un pays c'est un job, Mr. Plum, Fu Man Chu, Conception, Ent' 2 joints, Je rêve à Rio.
От этого периода[какого?] с точки зрения творчества останется классикой композиция Ordinaire и Je reviendrai à Montréal. В настоящее время большой успех пошёл на спад, но Робер Шарльбуа продолжает давать концерты франкоязычной публике.

## Дискография
- 1965 — «Volume 1»
- 1966 — «Volume 2»
- 1967 — «Demain l'hiver...»
- 1968 — «Robert Charlebois avec Louise Forestier»
- 1969 — «Québec Love»
- 1971 — «Un gars ben ordinaire»
- 1971 — «Le Mont Athos»
- 1972 — «Fu Man Chu»
- 1973 — год в музыке «Solidaritude»
- 1974 — «Je rêve à Rio»
- 1976 — «Longue Distance»
- 1977 — «Swing Charlebois Swing»
- 1979 — «Solide»
- 1981 — «Heureux en amour ?»
- 1983 — «J't'aime comme un fou»
- 1985 — «Super Position»
- 1988 — «Dense»
- 1992 — «Immensément»
- 1996 — «Le Chanteur masqué»
- 2001 — «Doux Sauvage»
- 2010 — «Tout est bien»

## Избранная фильмография
- 1967 : «Между морем и пресной водой» / Entre la mer et l'eau douce — Ти-Поль
- 1975 : «Гений, два земляка и птенчик» / Un génie, deux associés, une cloche — Билл Локомотива / Стименджин Билл
- 1975 : «Акт агрессии» / L'Agression — Жастин, байкер
- 1985 : «Длинные пальто» / Les longs manteaux — Лавиль
- 1986 : «Спасайся, Лола» / Sauve-toi, Lola — Фердинан
- 2000 : «…» / On n'est pas là pour s'aimer — Жиль
- 2012 : «Любовь с препятствиями» / Un bonheur n'arrive jamais seul — Жан-Себ Бигстон
- 2013 : «Габриэль» / Gabrielle — камео роль

## Наиболее значимые награды
- 1969 : премия Феликса Леклера на Festival du disque за песню „J't'aime comme un fou“
- 1970 : приз победителя на 11-м Международном фестивале песни в Сопоте за песню „Ordinaire“
- 1983 : премия Феликса Леклера за песню „J't'aime comme un fou“
- 1984 : премия Феликса Леклера за спектакль года
- 1993 : Почётный приз премии Феликса Леклера
- 1994 : премия генерал-губернатора Канады в области исполнительских искусств[англ.][4]
- 1999: Офицер ордена Канады[5]
- 2008 : Национальный орден Квебека[6]